# De vuurgeest
De vuurgeest is het dertiende stripverhaal uit de reeks van De Rode Ridder. Het is geschreven door Willy Vandersteen en getekend door Karel Verschuere. De eerste albumuitgave was in 1963.

## Het verhaal
Het verhaal speelt zich af in Brabant, waar de streek geteisterd wordt door een brandstichtende geest. De Rode Ridder maakt er kennis met enkele boeren, met de slotheer en zijn dochter Greetje. Johan gaat op onderzoek en ontdekt dat de vuurgeest niemand minder is dan een alchimist wiens huis in brand gestoken was door hebzuchtige boeren. Uit wraak brandde hij hun hoeves plat, geholpen door een vuurslaande mantel. Deze uitvinding raakt echter in handen van een roverhoofdman die deze al snel misbruikt. Uiteindelijk verslaat Johan hem en komt men te weten dat Greetje eigenlijk de dochter was van de alchimist.